# Camilo Rodríguez
Camilo Bryan Rodríguez Pedraza (Santiago, 4 marzo 1995) è un calciatore cileno, difensore dell Everton.

## Carriera
Vinse il campionato cileno nel 2014 e nel 2015 con il Colo Colo.